# Not Fade Away
Not Fade Away – amerykański film dramatyczny z 2012 roku w reżyserii Davida Chase’a. Wyprodukowana przez wytwórnię Paramount Vantage.
Premiera filmu miała miejsce 6 października 2012 roku podczas Festiwalu Filmowego w Nowym Jorku. Dwa miesiące później premiera filmu odbyła się 21 grudnia 2012 roku w Stanach Zjednoczonych.

## Fabuła
Akcja filmu rozgrywa się w New Jersey w latach 60. XX wieku. Świat zalewa fala rock and rolla. Douglas Damiano (John Magaro) dołącza do szkolnego zespołu. Po jakimś czasie porzuca college, by podążyć za swymi muzycznymi marzeniami. Wkrótce przekonuje się, jak brutalne prawa rządzą rynkiem.

## Obsada
Źródło: Filmweb
- Bella Heathcote jako Grace Dietz
- James Gandolfini jako Pat
- Jack Huston jako Eugene
- Christopher McDonald jako Jack Dietz
- Brad Garrett jako Jerry Ragovoy
- Isiah Whitlock Jr. jako Landers
- Alex Veadov jako niewidomy alfons
- Molly Price jako Antoinette
- Lisa Lampanelli jako ciocia Josie
- Julia Garner jako dziewczyna w samochodzie
- John Magaro jako Douglas
- Justine Lupe jako Candace

i inni.